# Kempegowdas internationella flygplats

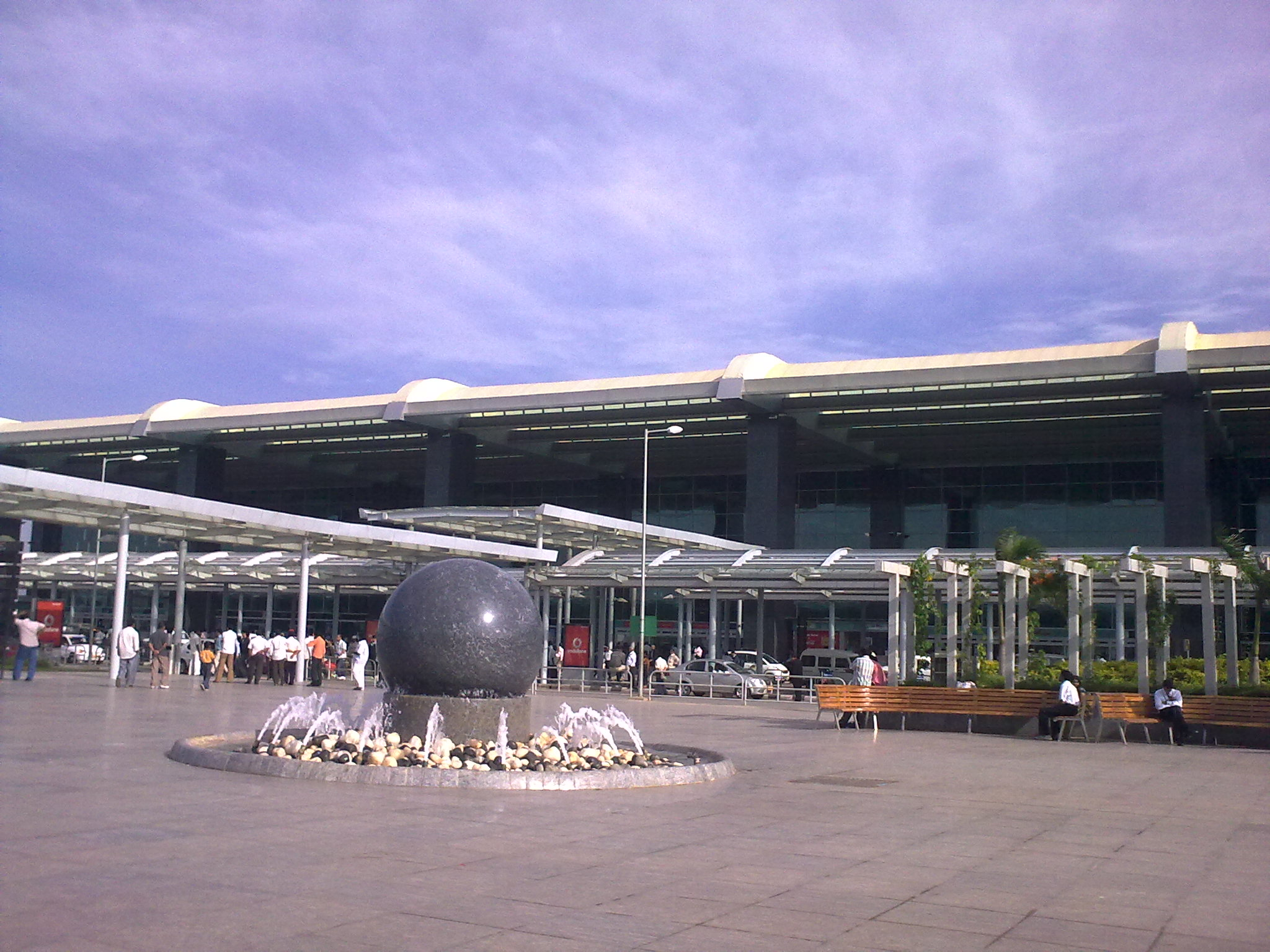
Kempegowdas internationella flygplats

Kempegowdas internationella flygplats (kannada: ಬೆಂಗಳೂರು ಅಂತಾರಾಷ್ಟ್ರೀಯ ವಿಮಾನ ನಿಲ್ದಾಣ) (IATA: BLR, ICAO: VOBL) är den internationella flygplatsen i Bangalore (Bengaluru). Flygplatsen, som är belägen strax söder om Devanahalli, byggdes 2005–2008 och ersatte vid invigningen HAL Bangalore internationella flygplats som stadens stora civilflygplats.